# Aplastodiscus arildae
Aplastodiscus arildae es una especie de anfibio de la familia Hylidae.
Es endémica de Brasil.
Su hábitat natural incluye bosques tropicales o subtropicales secos y a baja altitud y ríos.